# Shite-Thaung-Tempel

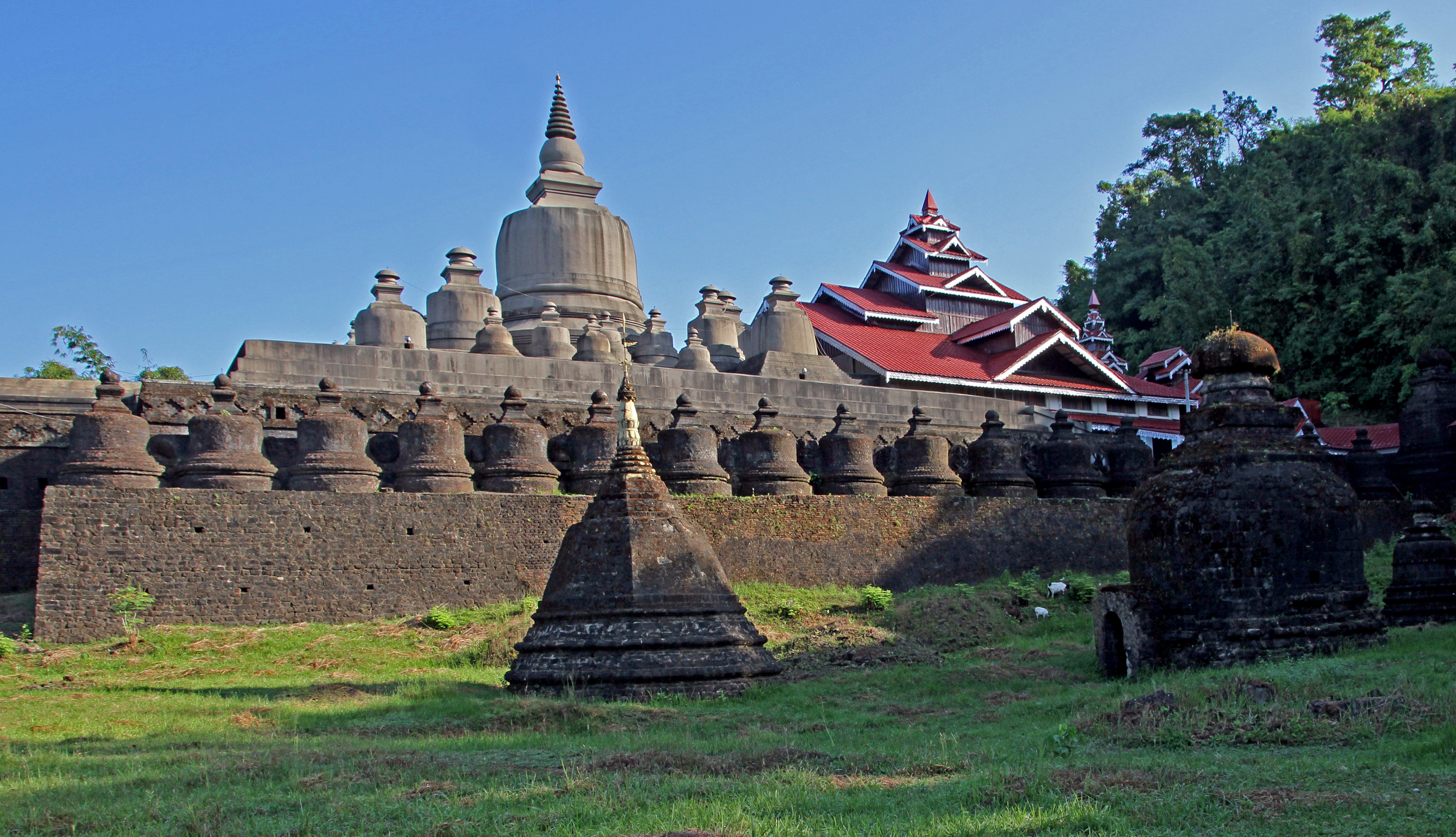
Shite-Thaung

Der Shite-Thaung-Tempel (birmanisch ရှစ်သောင်းဘုရား; sprich: ʃaɪʔθáʊɴ pʰəɹá) ist ein buddhistischer Tempel in Mrauk U, Myanmar. Er wurde 1535–1536 unter König Min Bar erbaut. Sein Name bedeutet: „Tempel der 80.000 Bilder“.

## Beschreibung
Der Tempel steht in der Nachbarschaft der Andaw- und Ratanabon-Pagoden auf einer rechteckigen Plattform, die an drei Seiten mit kleinen Stupas besetzt ist. Ein gedeckter Treppenweg führt von Süden hinauf zur Plattform. Auf dem quadratischen Tempelgebäude thront in der Mitte ein großer glockenförmiger Stupa, vier kleinere ähnliche Gebilde sitzen auf den Ecken, dazwischen finden sich 24 noch kleinere Stupas. Im Osten ist dem Tempel eine Halle vorgebaut, aus der man auf direktem Weg in die Cella gelangt.

Drei ineinander liegende Wandelgänge umringen die Cella und enthalten unzählige Skulpturen und Reliefs. Bemerkenswert sind die 28 nach außen offenen Nischen in der Außenwand, in denen die 28 letzten Buddhas zweifach jeweils Rücken an Rücken sitzen; einer schaut nach draußen, der andere in den äußeren der drei Umgänge, dessen innere Wände mit sechs übereinander verlaufenden Reihen von Reliefs bedeckt sind. An den Ecken sind die Reliefreihen unterbrochen von lebensgroßen Skulpturen des Erbauers in seiner Rolle des irdischen Vertreters des Himmelsgotts Indra.

## Galerie

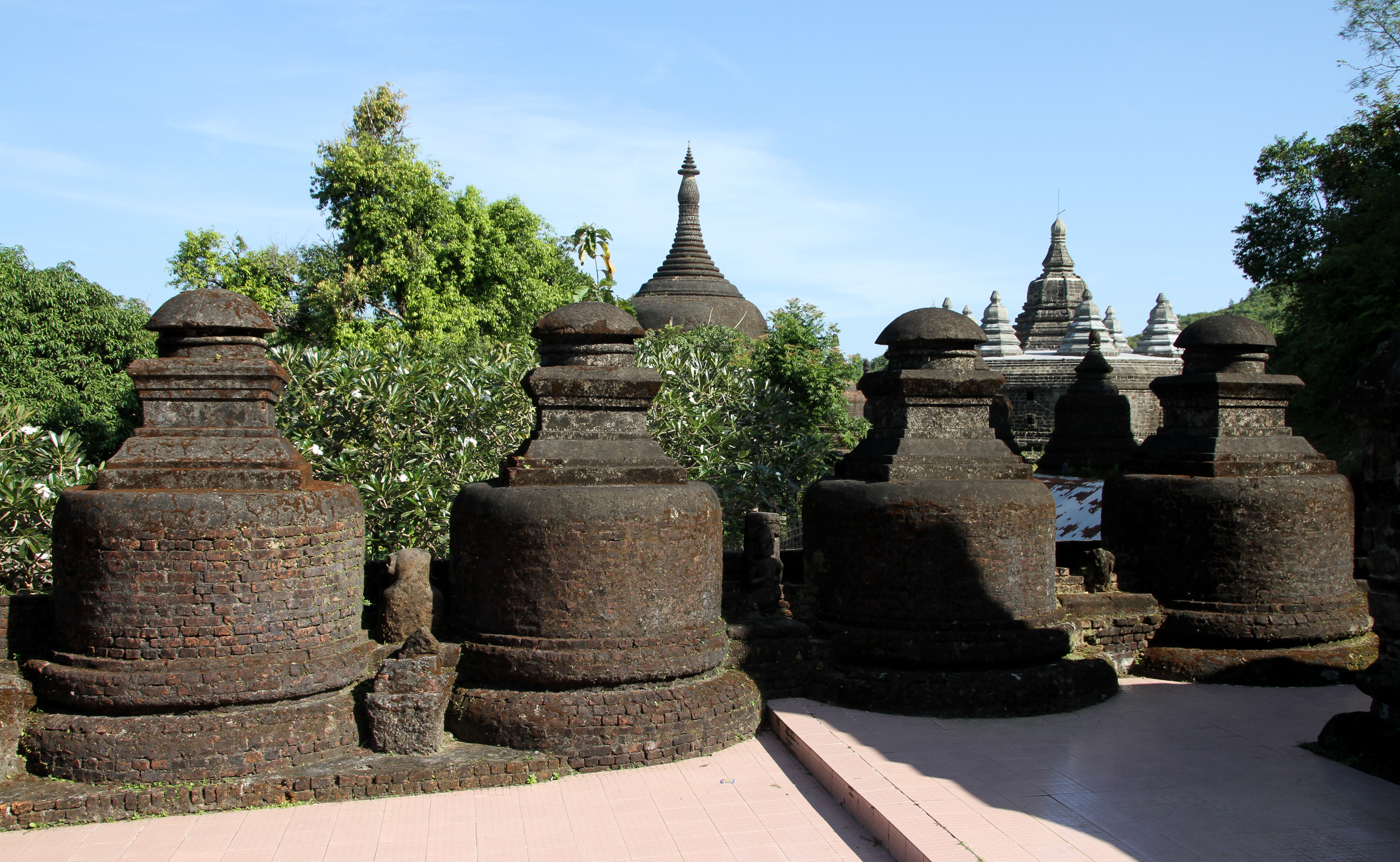
Ministupas vor Ratanabon und Andaw
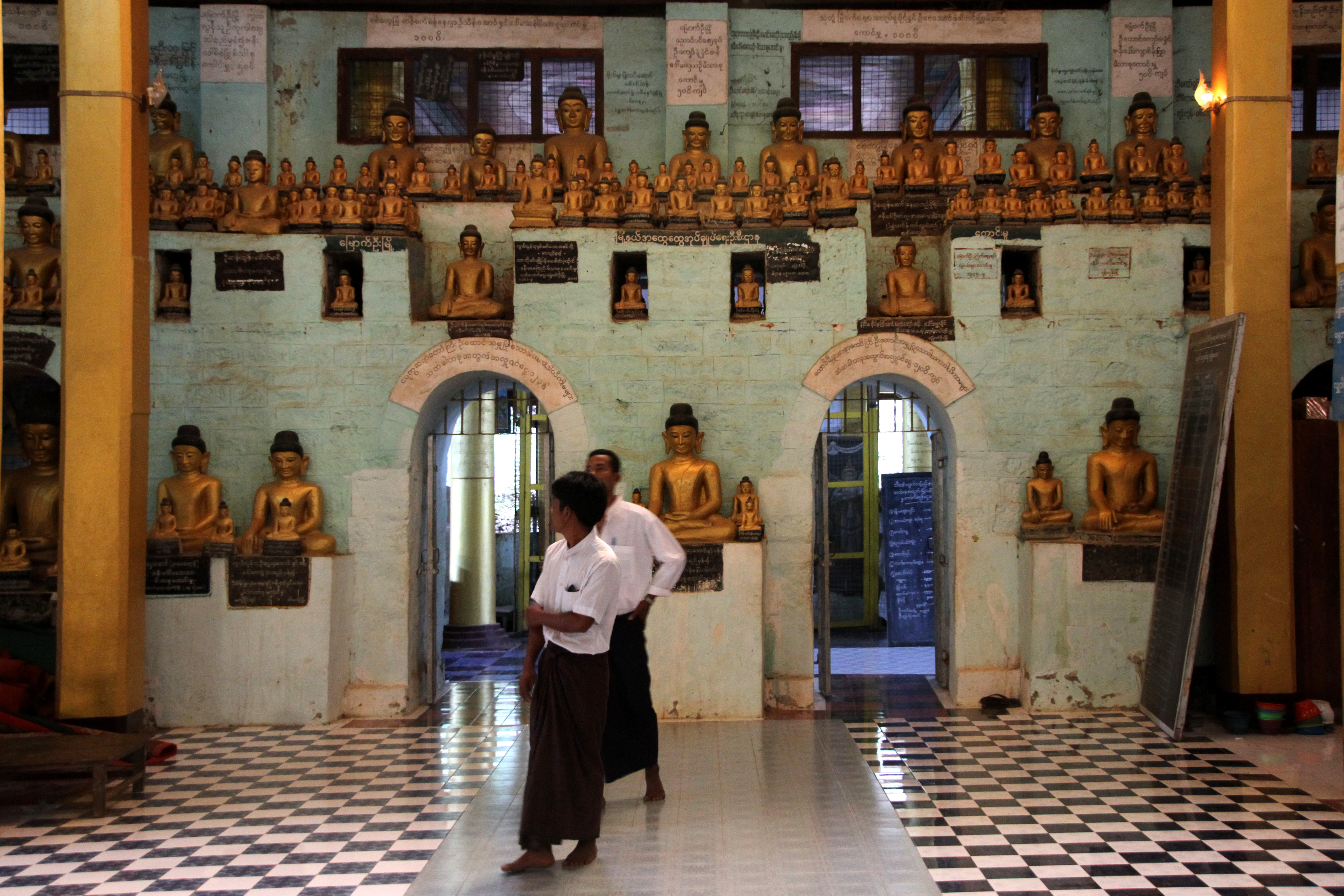
Museale Vorhalle
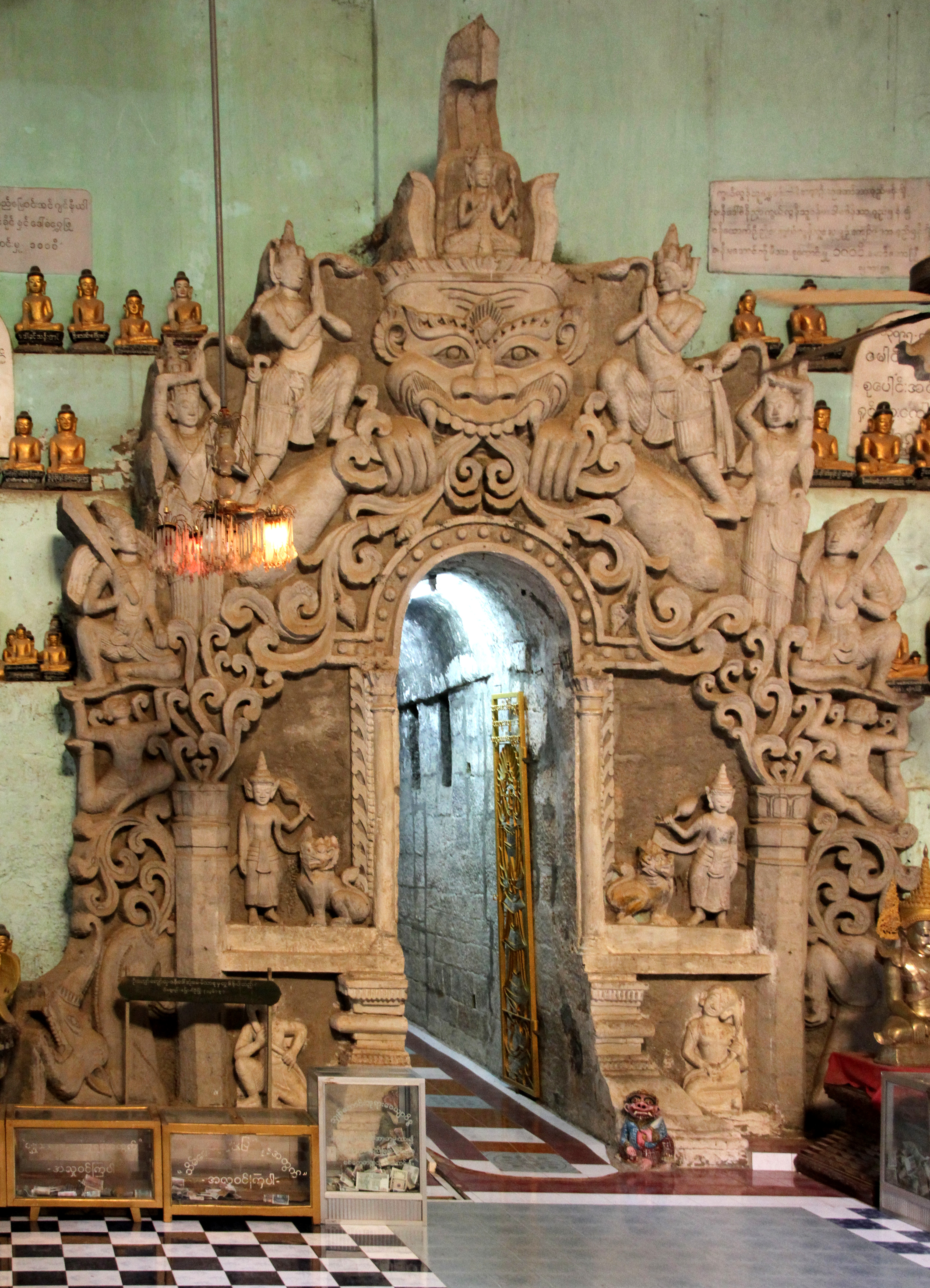
Portal zum Tempel
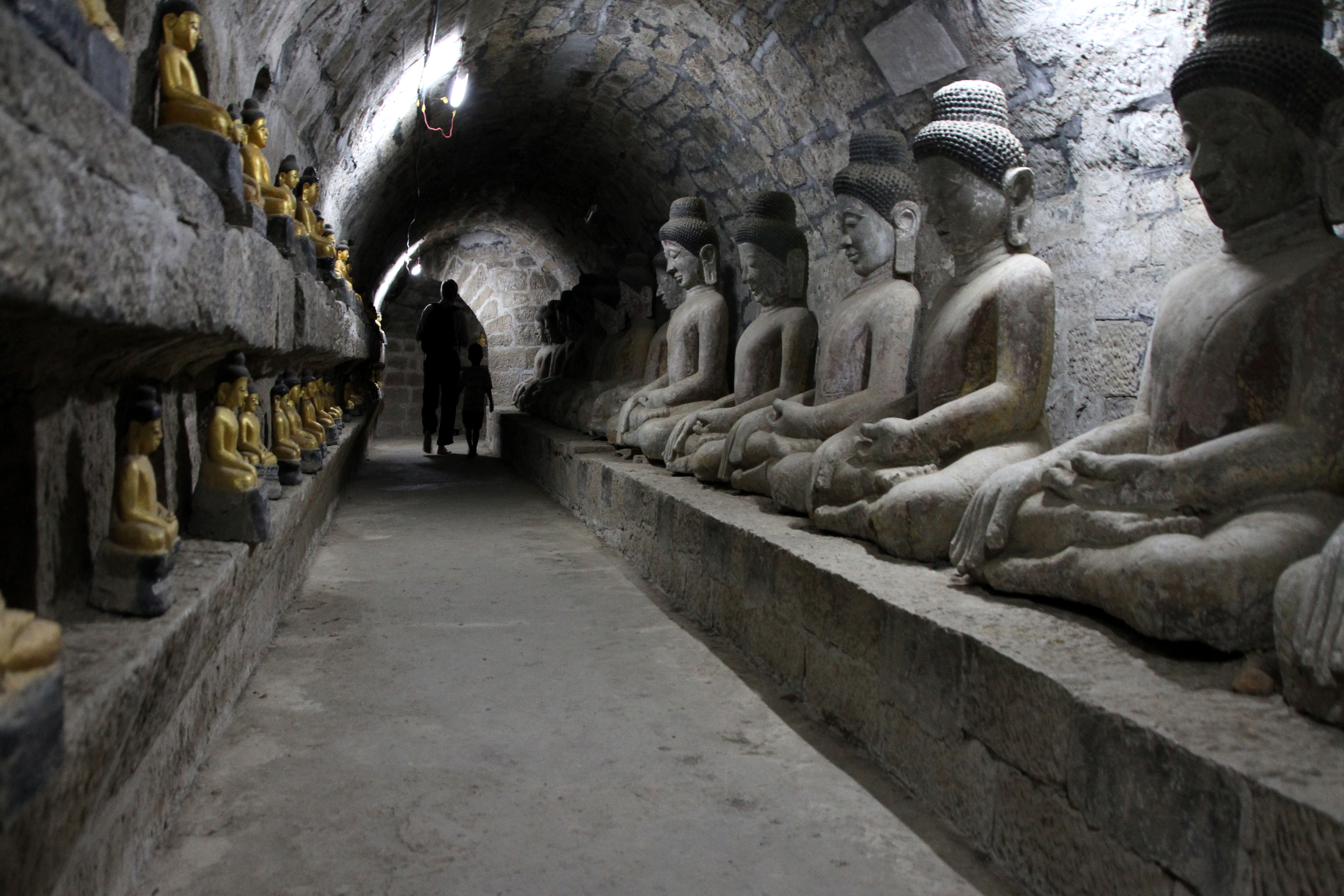
Umgang mit Buddhas
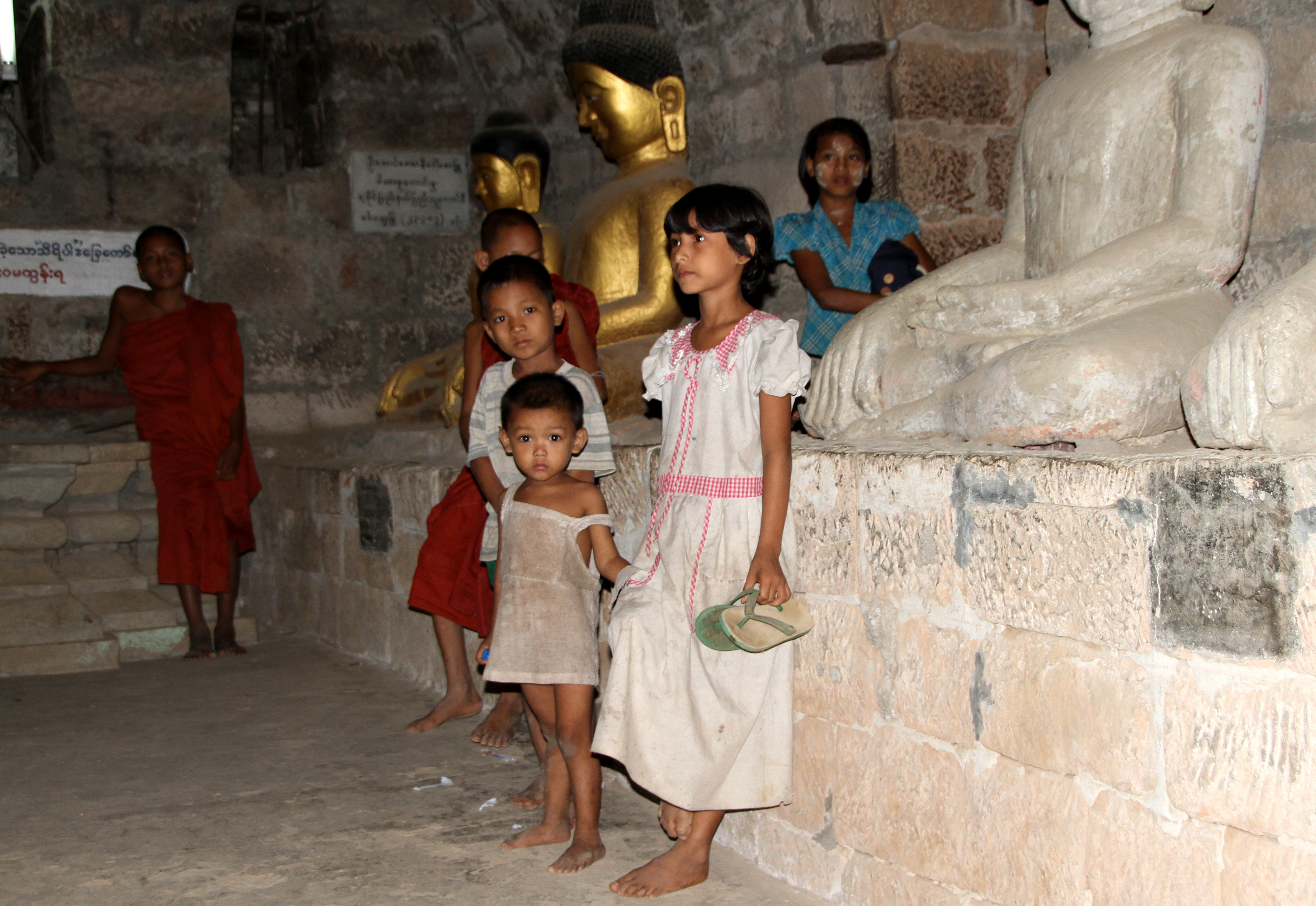
Leben im Tempel
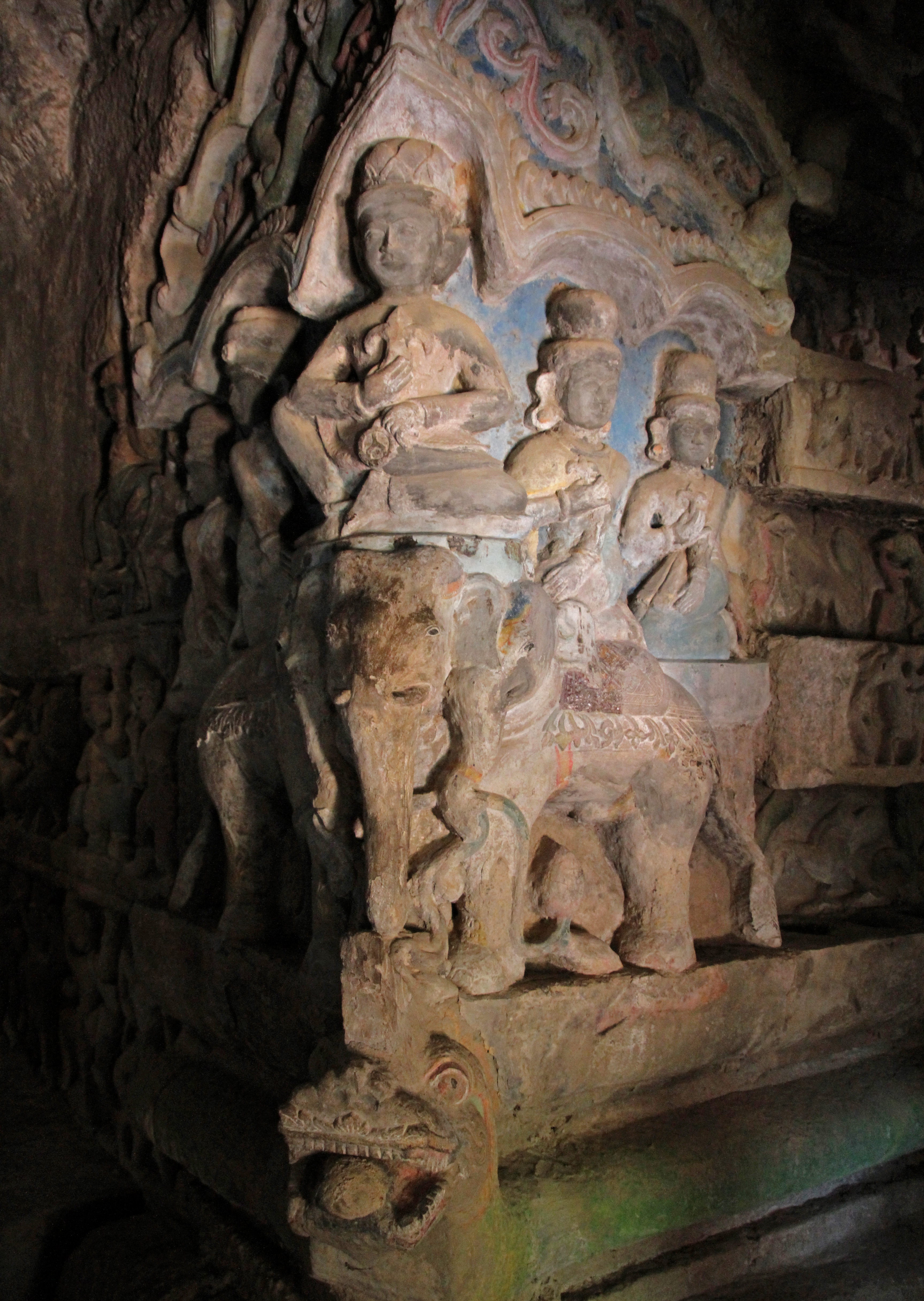
König Min Bar
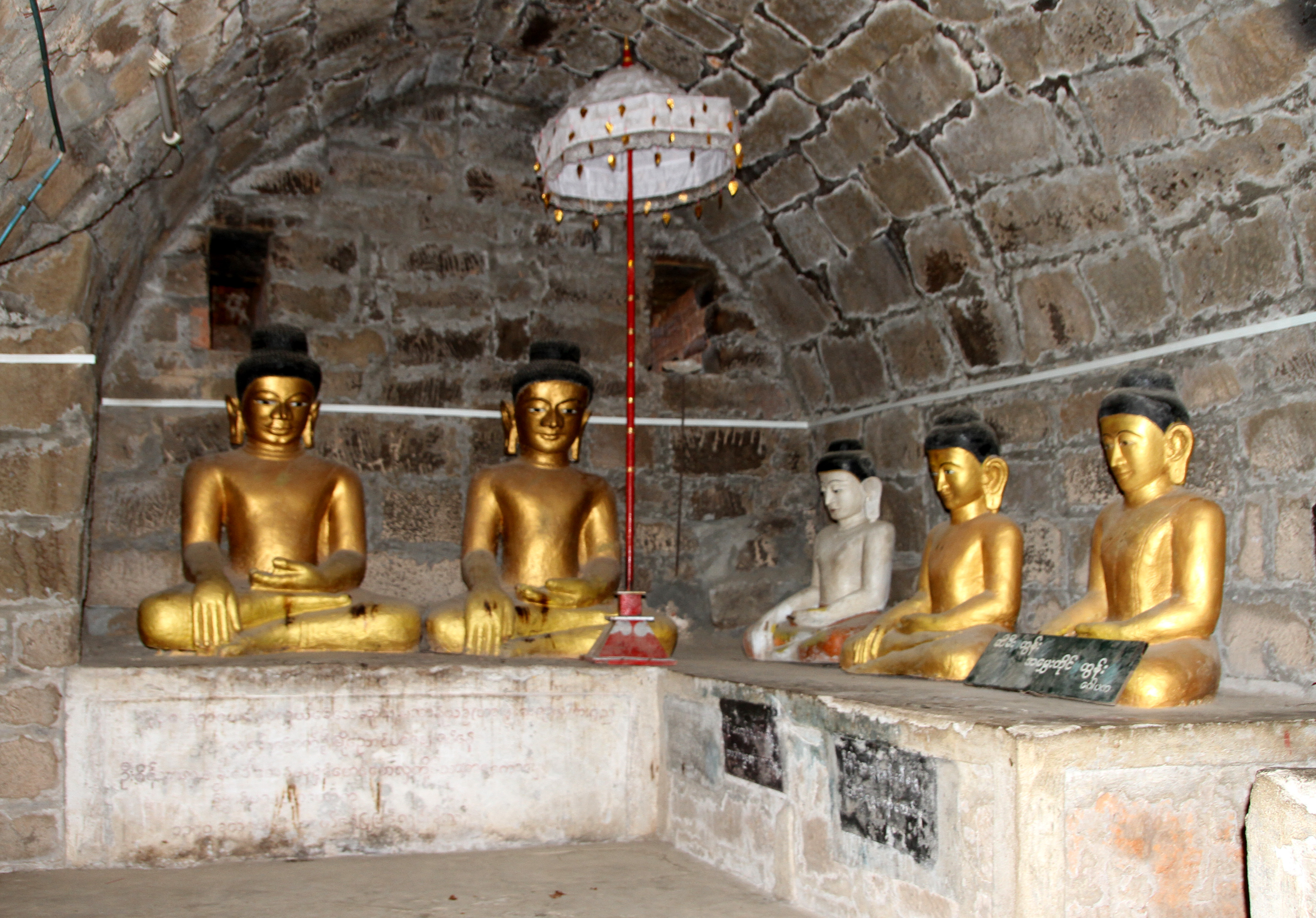
Beschirmte Buddhas
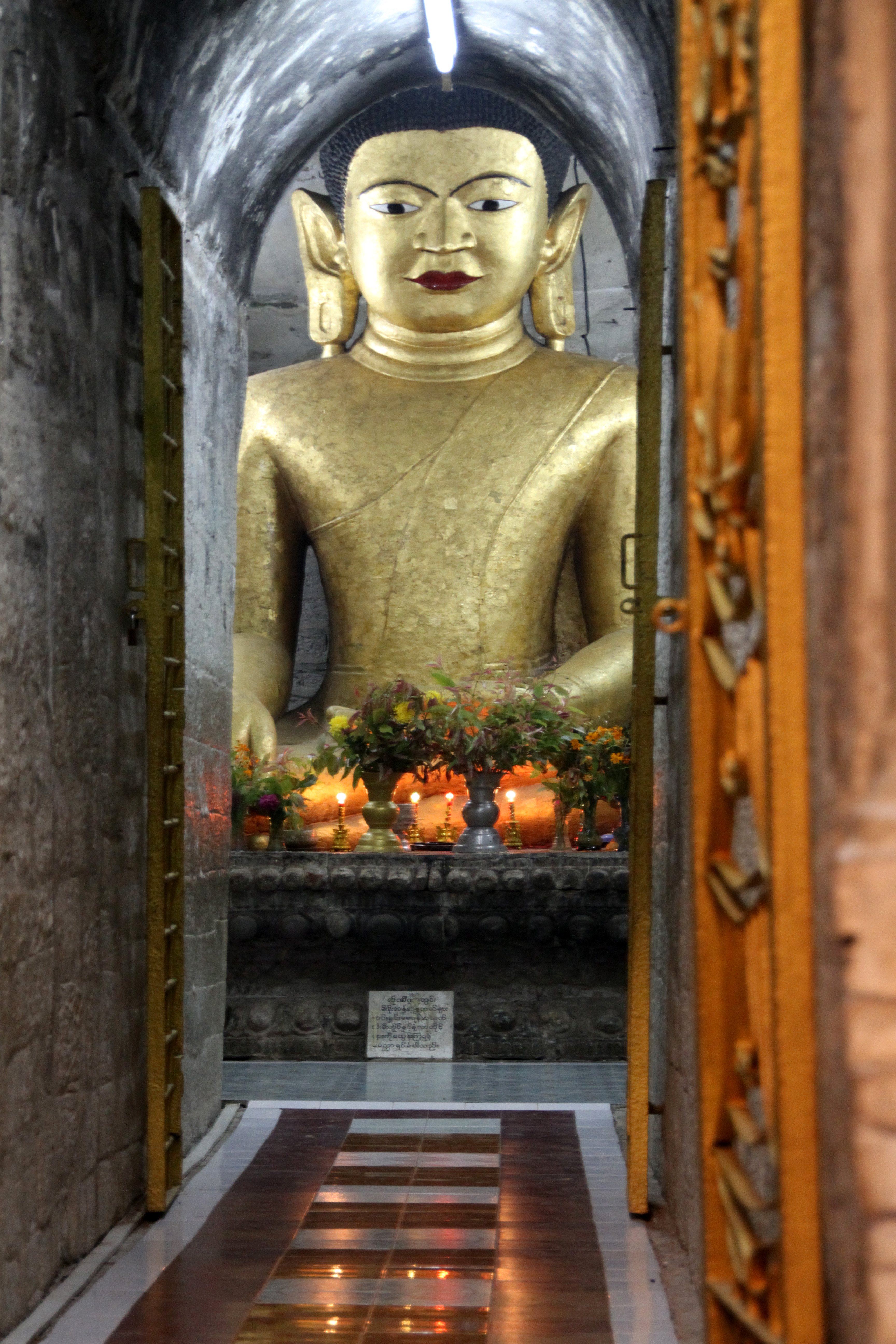
Großer Buddha